# Łyżwiarstwo figurowe na Zimowej Uniwersjadzie
Łyżwiarstwo figurowe na Zimowej Uniwersjadzie zadebiutowało w 1960 roku. Dotychczas rozgrywano pięć konkurencji: solistów, solistek, par sportowych, par tanecznych i łyżwiarstwa synchronicznego.
Zobacz też: Polscy łyżwiarze figurowi na zimowej uniwersjadzie

## Medaliści

### Soliści
| Rok                                                          | Miejsce             | Złoto                  | Srebro                 | Brąz                 | Źr.   |
| ------------------------------------------------------------ | ------------------- | ---------------------- | ---------------------- | -------------------- | ----- |
| 1962                                                         | Villars-sur-Ollon   | Alain Calmat           | Nobuo Sato             | Heinrich Podhajsky   | [ 1 ] |
| 1964                                                         | Szpindlerowy Młyn   | Karol Divín            | Nobuo Sato             | Walerij Mieszkow     | [ 1 ] |
| 1966                                                         | Sestriere           | Nobuo Sato             | Siergiej Czetwieruchin | Philippe Pélissier   | [ 1 ] |
| 1968                                                         | Innsbruck           | Siergiej Czetwieruchin | Marián Filc            | Gunter Anderl        | [ 1 ] |
| 1970                                                         | Rovaniemi           | Ondrej Nepela          | Siergiej Czetwieruchin | Siergiej Wołkow      | [ 1 ] |
| 1981                                                         | Jaca                | Konstantin Kokora      | Shinji Someya          | Oleg Wasiljew        | [ 1 ] |
| 1983                                                         | Sofia               | Takashi Mura           | Witalij Jehorow        | Grzegorz Głowania    | [ 1 ] |
| 1985                                                         | Belluno             | Zhang Shubin           | Robert Rosenbluth      | David Jamison        | [ 1 ] |
| 1987                                                         | Szczyrbskie Jezioro | Petr Barna             | Witalij Jehorow        | Paul Wylie           | [ 1 ] |
| 1989                                                         | Sofia               | Makoto Kano            | James Cygan            | Władimir Pietrienko  | [ 1 ] |
| 1991                                                         | Sapporo             | Michael Chack          | Jung Sung-il           | Oleg Tataurow        | [ 1 ] |
| 1993                                                         | Zakopane            | Yueming Liu            | Damon Allen            | Masakazu Kagiyama    | [ 1 ] |
| 1995                                                         | Jaca                | Michael Weiss          | Damon Allen            | Zhang Min            | [ 1 ] |
| 1997                                                         | Muju                | Rusłan Nowosielcew     | Cornel Gheorghe        | Aleksandr Abt        | [ 2 ] |
| 1999                                                         | Poprad              | Li Yunfei              | Aleksiej Wasilewskij   | Xia Li               | [ 2 ] |
| 2001                                                         | Zakopane            | Roman Serow            | Hu Xiao’ou             | Makoto Okazaki       | [ 2 ] |
| 2003                                                         | Tarvisio            | Aleksiej Wasilewskij   | Anton Smirnow          | Kensuke Nakaniwa     | [ 2 ] |
| 2005                                                         | Innsbruck           | Daisuke Takahashi      | Song Lun               | Hu Xiao’ou           | [ 2 ] |
| 2007                                                         | Turyn               | Daisuke Takahashi      | Nobunari Oda           | Xu Ming              | [ 2 ] |
| 2009                                                         | Harbin              | Xu Ming                | Artiom Borodulin       | Alban Préaubert      | [ 2 ] |
| 2011                                                         | Erzurum             | Nobunari Oda           | Siergiej Woronow       | Daisuke Murakami     | [ 2 ] |
| 2013                                                         | Trydent             | Song Nan               | Gordiej Gorszkow       | Akio Sasaki          | [ 2 ] |
| 2015                                                         | Grenada             | Peter Liebers          | Takahiko Kozuka        | Artur Gaczinski      | [ 2 ] |
| 2017                                                         | Ałmaty              | Dienis Tien            | Keiji Tanaka           | Alexander Majorov    |       |
| 2019                                                         | Krasnojarsk         | Matteo Rizzo           | Maksim Kowtun          | Moris Kwitiełaszwili | [ 3 ] |
| Zawody nie odbyły się w 2021 roku z powodu pandemii COVID-19 |                     |                        |                        |                      |       |
| 2023                                                         | Lake Placid         | Sōta Yamamoto          | Tatsuya Tsuboi         | Nikolaj Memola       |       |

### Solistki
| Rok                                                          | Miejsce             | Złoto                | Srebro                | Brąz                     | Źr.   |
| ------------------------------------------------------------ | ------------------- | -------------------- | --------------------- | ------------------------ | ----- |
| 1960                                                         | Chamonix            | Jitka Hlaváčková     | Eva Grožajová         | Helga Zöllner            | [ 1 ] |
| 1962                                                         | Villars-sur-Ollon   | Junko Hiramatsu      | Jitka Hlaváčková      | Helga Zöllner            | [ 1 ] |
| 1964                                                         | Szpindlerowy Młyn   | Miwa Fukuhara        | Junko Hiramatsu       | Helli Sengstschmid       | [ 1 ] |
| 1966                                                         | Sestriere           | Miwa Fukuhara        | Kumiko Sato           | Alena Augustova          | [ 1 ] |
| 1968                                                         | Innsbruck           | Kumiko Sato          | Helli Sengstschmid    | Kazumi Yamashita         | [ 1 ] |
| 1981                                                         | Jaca                | Natalja Striełkowa   | Swietłana Francuzowa  | Lori Benton              | [ 1 ] |
| 1983                                                         | Sofia               | Natalja Owczynnikowa | Natalja Lebiediewa    | Hana Veselá              | [ 1 ] |
| 1985                                                         | Belluno             | Juri Ozawa           | Debbie Walls          | Deborah Tucker           | [ 1 ] |
| 1987                                                         | Szczyrbskie Jezioro | Łarisa Zamotina      | Stefanie Schmid       | Yvonne Gómez             | [ 1 ] |
| 1989                                                         | Sofia               | Marina Kielmann      | Łarisa Zamotina       | Nancy Kerrigan           | [ 1 ] |
| 1991                                                         | Sapporo             | Tonia Kwiatkowski    | Kyoko Ina             | Zhang Bo                 | [ 1 ] |
| 1993                                                         | Zakopane            | Junko Yaginuma       | Kyoko Ina             | Zhang Bo                 | [ 1 ] |
| 1995                                                         | Jaca                | Tonia Kwiatkowski    | Marija Butyrska       | Kumiko Koiwai            | [ 1 ] |
| 1997                                                         | Muju                | Kumiko Koiwai        | Rena Inoue            | Niping Tian              | [ 2 ] |
| 1999                                                         | Poprad              | Jelena Sokołowa      | Irina Słucka          | Darja Timoszenko         | [ 2 ] |
| 2001                                                         | Zakopane            | Irina Tkaczuk        | Sabina Wojtala        | Silvia Fontana           | [ 2 ] |
| 2003                                                         | Tarvisio            | Shizuka Arakawa      | Angela Lien           | Lesley Hawker            | [ 2 ] |
| 2005                                                         | Innsbruck           | Yoshie Onda          | Hałyna Maniaczenko    | Liu Yan                  | [ 2 ] |
| 2007                                                         | Turyn               | Akiko Suzuki         | Valentina Marchei     | Fang Dan                 | [ 2 ] |
| 2009                                                         | Harbin              | Yukari Nakano        | Nana Takeda           | Kiira Korpi              | [ 2 ] |
| 2011                                                         | Erzurum             | Candice Didier       | Sonia Lafuente        | Shion Kokubun            | [ 2 ] |
| 2013                                                         | Trydent             | Sofja Biriukowa      | Valentina Marchei     | Sofja Miszyna            | [ 2 ] |
| 2015                                                         | Grenada             | Alona Leonowa        | Maé-Bérénice Méité    | Marija Artiemjewa        | [ 2 ] |
| 2017                                                         | Ałmaty              | Jelena Radionowa     | Rin Nitaya            | Hinano Isobe             |       |
| 2019                                                         | Krasnojarsk         | Mai Mihara           | Elizabet Tursynbajewa | Stanisława Konstantinowa | [ 4 ] |
| Zawody nie odbyły się w 2021 roku z powodu pandemii COVID-19 |                     |                      |                       |                          |       |
| 2023                                                         | Lake Placid         | Mai Mihara           | Kaori Sakamoto        | Kim Ye-lim               |       |

### Pary sportowe
| Rok                                                          | Miejsce             | Złoto                                      | Srebro                                    | Brąz                                       | Źr.   |
| ------------------------------------------------------------ | ------------------- | ------------------------------------------ | ----------------------------------------- | ------------------------------------------ | ----- |
| 1966                                                         | Sestriere           | Tatjana Tarasowa / Gieorgij Proskurin      | Agnesa Wlachovská / Peter Bartosiewicz    | Tamara Moskwina / Aleksiej Miszyn          | [ 1 ] |
| 1968                                                         | Innsbruck           | Bohunka Šrámková / Jan Šrámek              | Tatjana Szaranowa / Anatolij Jewdokimow   | Ludmiła Suslina / Aleksandr Tichomirow     | [ 1 ] |
| 1970                                                         | Rovaniemi           | Ludmiła Smirnowa / Andriej Surajkin        | Galina Karielina / Gieorgij Proskurin     | Eveline Scharf / Wilhelm Bietak            | [ 1 ] |
| 1983                                                         | Sofia               | Nielli Czerwotkina / Wiktor Tiesla         | Anna Malgina / Siergiej Korowin           | Bo Luan / Yao Bin                          | [ 1 ] |
| 1985                                                         | Belluno             | Sandy Hartubise / Craig Maurizi            | Julija Bystrowa / Aleksandr Taraasow      | Swietłana Francuzowa / Oleg Gorszkow       | [ 1 ] |
| 1987                                                         | Szczyrbskie Jezioro | Jelena Kwitczenko / Raszyd Kadyrkajew      | Jelena Bieczkie / Walerij Kornijenko      | Calla Urbanski / Michael Blicharski        | [ 1 ] |
| 1989                                                         | Sofia               | Natalja Miszkutionok / Artur Dmitrijew     | Sharon Carz / Douglas Williams            | Marina Jelcowa / Siergiej Zajcew           | [ 1 ] |
| 1991                                                         | Sapporo             | Marina Jelcowa / Andriej Buszkow           | Jewgienija Czernyszowa / Dmitrij Suchanow | Dawn Goldstein / Troy Goldstein            | [ 1 ] |
| 1993                                                         | Zakopane            | Dawn Piepenbrink / Nick Castaneda          | Swietłana Titkowa / Oleg Mahutow          | Dawn Goldstein / Troy Goldstein            | [ 1 ] |
| 1995                                                         | Jaca                | Marina Chałturina / Andriej Kriukow        | Dorota Zagórska / Mariusz Siudek          | Aimee Offner / Douglas Cox                 | [ 1 ] |
| 1997                                                         | Muju                | Shen Xue / Zhao Hongbo                     | Marija Pietrowa / Teimuraz Pulin          | Olga Siomkina / Andriej Czuwilajew         | [ 2 ] |
| 1999                                                         | Poprad              | Wiktorija Maksiuta / Władisław Żownirskij  | Pang Qing / Tong Jian                     | Wiktorija Szlachowa / Grigorij Pietrowskij | [ 2 ] |
| 2001                                                         | Zakopane            | Wiktorija Borzienkowa / Andriej Czuwilajew | Aliona Malcewa / Oleg Popow               | Wiktorija Szlachowa / Grigorij Pietrowskij | [ 2 ] |
| 2003                                                         | Tarvisio            | Wiktorija Borzienkowa / Andriej Czuwilajew | Marija Muchortowa / Pawieł Lebiediew      | —                                          | [ 2 ] |
| 2005                                                         | Innsbruck           | Zhang Dan / Zhang Hao                      | Tetiana Wołosożar / Stanisław Morozow     | Marija Muchortowa / Maksim Trańkow         | [ 2 ] |
| 2007                                                         | Turyn               | Zhang Dan / Zhang Hao                      | Tetiana Wołosożar / Stanisław Morozow     | Arina Uszakowa / Siergiej Kariew           | [ 2 ] |
| 2009                                                         | Harbin              | Zhang Dan / Zhang Hao                      | Ksienija Ozierowa / Aleksandr Enbiert     | Dong Huibo / Wu Yiming                     | [ 2 ] |
| 2011                                                         | Erzurum             | Lubow Iluszeczkina / Nodari Maisuradze     | Dong Huibo / Wu Yiming                    | Zhang Yue / Wang Lei                       | [ 2 ] |
| 2013                                                         | Trydent             | Ksienija Stołbowa / Fiodor Klimow          | Jewgienija Tarasowa / Władimir Morozow    | Nicole Della Monica / Matteo Guarise       | [ 2 ] |
| 2015                                                         | Grenada             | Yu Xiaoyu / Jin Yang                       | Kristina Astachowa / Aleksiej Rogonow     | Vanessa James / Morgan Ciprès              | [ 2 ] |
| 2019                                                         | Krasnojarsk         | Alisa Jefimowa / Aleksandr Korowin         | Anastasija Połujanowa / Dmitrij Sopot     | Aleksandra Koszewaja / Dmitrij Buszłanow   | [ 5 ] |
| Zawody nie odbyły się w 2021 roku z powodu pandemii COVID-19 |                     |                                            |                                           |                                            |       |
| Konkurencja nie została rozegrana w 2023 roku                |                     |                                            |                                           |                                            |       |

### Pary taneczne
| Rok                                                          | Miejsce             | Złoto                                    | Srebro                                     | Brąz                                        | Źr.   |
| ------------------------------------------------------------ | ------------------- | ---------------------------------------- | ------------------------------------------ | ------------------------------------------- | ----- |
| 1964                                                         | Szpindlerowy Młyn   | Györgyi Korda / Pál Vásárhelyi           | Jutta Peters / Wolfgang Kunz               | Irena Spatenkova / Michal Jiranek           | [ 1 ] |
| 1966                                                         | Sestriere           | Edit Mató / Károly Csanádi               | Christe Trebesiner / Herbert Rothkappel    | Irena Spatenkova / Michal Jiranek           | [ 1 ] |
| 1968                                                         | Innsbruck           | Heidi Metzger / Herbert Rothkappl        | Diana Skotnická / Martin Skotnický         | —                                           | [ 1 ] |
| 1970                                                         | Rovaniemi           | Diana Skotnická / Martin Skotnický       | Swietłana Bakina / Borys Rublew            | —                                           | [ 1 ] |
| 1981                                                         | Jaca                | Jelena Garanina / Igor Zawozin           | Natalja Karamyszewa / Rostisław Sinicyn    | Jindra Holá / Karol Foltán                  | [ 1 ] |
| 1983                                                         | Sofia               | Natalja Annienko / Gienrich Srietienskij | Jindra Holá / Karol Foltán                 | Isabella Micheli / Roberto Pelizzola        | [ 1 ] |
| 1985                                                         | Belluno             | Majia Usowa / Aleksandr Żulin            | Jindra Holá / Karol Foltán                 | Kathrin Beck / Christoff Beck               | [ 1 ] |
| 1987                                                         | Szczyrbskie Jezioro | Kathrin Beck / Christoff Beck            | Majia Usowa / Aleksandr Żulin              | Swietłana Lapina / Gorsza Sur               | [ 1 ] |
| 1989                                                         | Sofia               | Swietłana Lapina / Gorsza Sur            | Iłona Melnyczenko / Hennadij Kaśkow        | Tracy Sniadach / Leif Erickson              | [ 1 ] |
| 1991                                                         | Sapporo             | Iłona Melnyczenko / Hennadij Kaśkow      | Irina Romanowa / Igor Jaroszenko           | Ivana Střondalová / Milan Brzý              | [ 1 ] |
| 1993                                                         | Zakopane            | Kateřina Mrázová / Martin Šimeček        | Margarita Drobiazko / Povilas Vanagas      | Wendy Millette / Jason Tebo                 | [ 1 ] |
| 1995                                                         | Jaca                | Irina Łobaczowa / Ilja Awierbuch         | Kateřina Mrázová / Martin Šimeček          | Jelizawieta Stekolnikowa / Dmirij Kazarłyga | [ 1 ] |
| 1997                                                         | Muju                | Olga Szarutienko / Dmitrij Naumkin       | Nina Ułanowa / Michaił Stifunin            | Akiko Kinoshita / Yosuke Moriwaki           | [ 2 ] |
| 1999                                                         | Poprad              | Olga Szarutienko / Dmitrij Naumkin       | Nina Ułanowa / Michaił Stifunin            | Agata Błażowska / Marcin Kozubek            | [ 2 ] |
| 2001                                                         | Zakopane            | Ołena Hruszyna / Rusłan Honczarow        | Sylwia Nowak / Sebastian Kolasiński        | Swietłana Kulikowa / Arsienij Markow        | [ 2 ] |
| 2003                                                         | Tarvisio            | Jana Chochłowa / Siergiej Nowicki        | Mariana Kozłowa / Siergiej Baranow         | Nathalie Péchalat / Fabian Bourzat          | [ 2 ] |
| 2005                                                         | Innsbruck           | Jana Chochłowa / Siergiej Nowicki        | Julija Gołowina / Ołeh Wojko               | Nathalie Péchalat / Fabian Bourzat          | [ 2 ] |
| 2007                                                         | Turyn               | Anna Cappellini / Luca Lanotte           | Anastasija Płatonowa / Andriej Maksimiszyn | Pernelle Carron / Mathieu Jost              | [ 2 ] |
| 2009                                                         | Harbin              | Alaksandra Zarecka / Raman Zarecki       | Jekatierina Rublewa / Iwan Szefier         | Ałła Beknazarowa / Wołodymyr Zujew          | [ 2 ] |
| 2011                                                         | Erzurum             | Kristina Gorszkowa / Witalij Butikow     | Alisa Agafonova / Alper Uçar               | Nadieżda Frołenkowa / Mychajło Kasało       | [ 2 ] |
| 2013                                                         | Trydent             | Pernelle Carron / Lloyd Jones            | Julija Złobina / Aleksiej Sitnikow         | Wiktorija Sinicyna / Rusłan Żyganszyn       | [ 2 ] |
| 2015                                                         | Grenada             | Charlène Guignard / Marco Fabbri         | Sara Hurtado / Adrià Díaz                  | Federica Testa / Lukáš Csölley              | [ 2 ] |
| 2017                                                         | Ałmaty              | Ołeksandra Nazarowa / Maksym Nikitin     | Sofja Jewdokimowa / Jegor Bazin            | Shari Koch / Christian Nüchtern             |       |
| 2019                                                         | Krasnojarsk         | Bietina Popowa / Siergiej Mozgow         | Sofja Jewdokimowa / Jegor Bazin            | Adelina Galyavieva / Louis Thauron          | [ 6 ] |
| Zawody nie odbyły się w 2021 roku z powodu pandemii COVID-19 |                     |                                          |                                            |                                             |       |
| 2023                                                         | Lake Placid         | Marie Dupayage / Thomas Nabais           | Lorraine McNamara / Anton Spiridonov       | Natacha Lagouge / Arnaud Caffa              |       |

### Łyżwiarstwo synchroniczne
| Rok                                                          | Miejsce     | Złoto       | Srebro            | Brąz      | Źr.   |
| ------------------------------------------------------------ | ----------- | ----------- | ----------------- | --------- | ----- |
| 2007                                                         | Turyn       | Włochy      | Finlandia         | Rosja     | [ 2 ] |
| 2009                                                         | Harbin      | Włochy      | Finlandia         | Rosja     | [ 2 ] |
| 2011                                                         | Erzurum     | Rockettes   | Marigold IceUnity | Paradise  | [ 2 ] |
| 2019                                                         | Krasnojarsk | Team Unique | Marigold IceUnity | Tatarstan | [ 7 ] |
| Zawody nie odbyły się w 2021 roku z powodu pandemii COVID-19 |             |             |                   |           |       |
| Konkurencja nie została rozegrana w 2023 roku                |             |             |                   |           |       |